# Sabine Nötzel
Sabine Nötzel (* 31. März 1963 in Bochum) ist eine deutsche Schauspielerin und Regisseurin.

## Leben
Nach ihrer Ausbildung in den Fächern Schauspiel und Gesang folgten Auftritte in Fernsehproduktionen wie Tatort, Frankies, Lydias Traum und Hausmeister Krause. Des Weiteren brachte sie ein eigenes Programm auf die Bühne und bekam zahlreiche Theaterengagements. Außerdem folgten seit 1997 zunehmend Produktionen wie die Deutschlandtour Positive Energien oder Falco meets Amadeus, in denen sie Regie führte.
Einem breiten Publikum wurde sie bekannt durch die Rolle der Johanna Schwerdtfeger in der ARD-Vorabendserie Marienhof, die sie vom 5. November 1992 bis Frühjahr 1994 verkörperte.
Seit 2003 plant und organisiert Nötzel als Geschäftsführerin der Im Team Event und Media GmbH Events in Bayern.

## Nachweise
1. ↑  Handelsregistereintrag HRB 34313 beim Amtsgericht Augsburg

| Personendaten    | Personendaten                           |
| ---------------- | --------------------------------------- |
| NAME             | Nötzel, Sabine                          |
| KURZBESCHREIBUNG | deutsche Schauspielerin und Regisseurin |
| GEBURTSDATUM     | 31. März 1963                           |
| GEBURTSORT       | Bochum, Deutschland                     |